# Diana Douglas
Diana Douglas, geboren als Diana Love Dill (Devonshire (Bermuda), 22 januari 1923 – Woodland Hills, 3 juli 2015), was een Amerikaans actrice, die van 1943 tot 1951 getrouwd was met acteur Kirk Douglas. Kirk en Diana zijn de ouders van acteur Michael Douglas en producer Joel Douglas.

## Filmografie (selectie)
- The Sign of the Ram (1948)
- Storm over Tibet (1952)
- Monsoon (1952)
- Loving (1970)
- Days of our Lives (soapserie)
- Sister, Sister (1982)
- Planes, Trains and Automobiles (1987)

- Gemeinsame Normdatei: 1061972682
- International Standard Name Identifier: 0000 0000 3378 3778
- Library of Congress Control Number: n99024114
- SNAC: w6b69gwv
- Virtual International Authority File: 53479299
- WorldCat: E39PBJwRWVphW9GMXMtRbjpkjC